# Moicano (corte de cabelo)

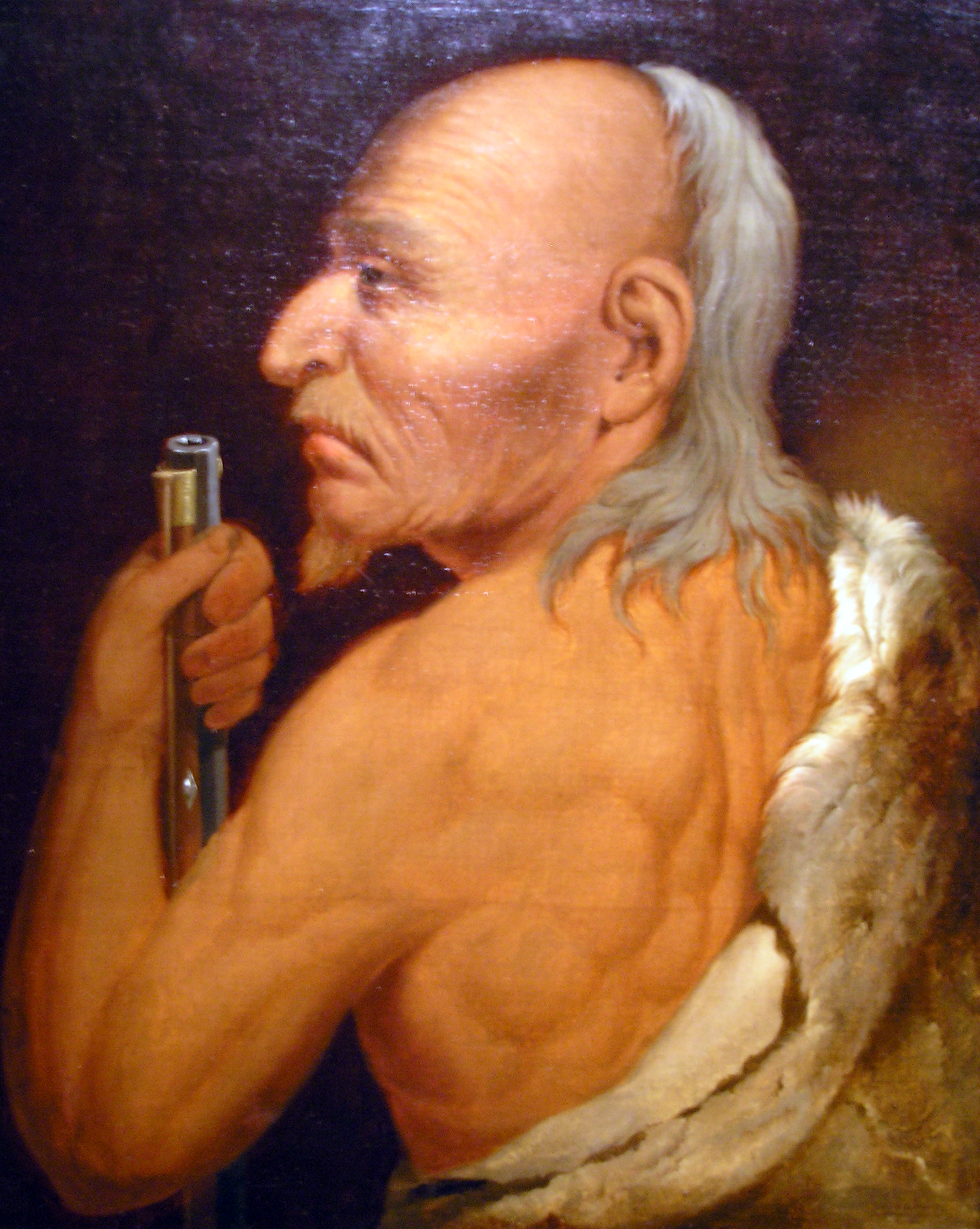
Pintura de indígena feita no século XIX pelo pintor Paul Kane

Moicano é um corte de cabelo de origem indígena que era usado pelos povos moicanos, iroqueses e cherokees. O estilo caracteriza-se por possuir uma "crista" no meio da cabeça, que é, geralmente, raspada dos lados (embora, historicamente, os indígenas arrancassem os cabelos dos lados ao invés de os rasparem).[carece de fontes?] O nome mais popular em inglês é "Mohawk", evocando o povo Mohawk, mas no Reino Unido é "Mohican" devido à popularidade de uma minissérie da BBC adaptando The Last of the Mohicans, embora em tal produção o penteado fosse usado por indígenas hurões.

## História

### O corte moicano no movimentopunk

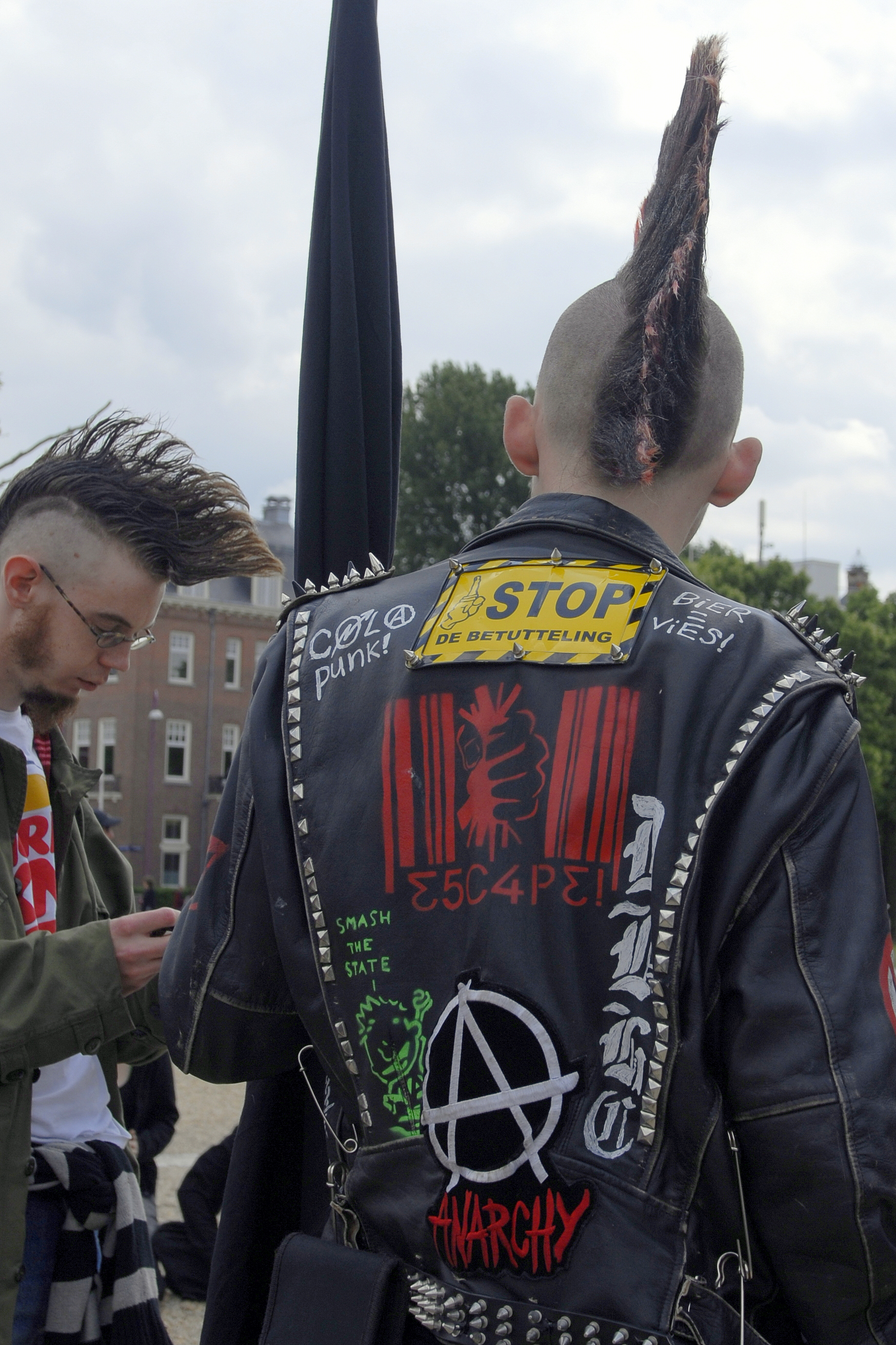
Punks em Amesterdam, na Holanda

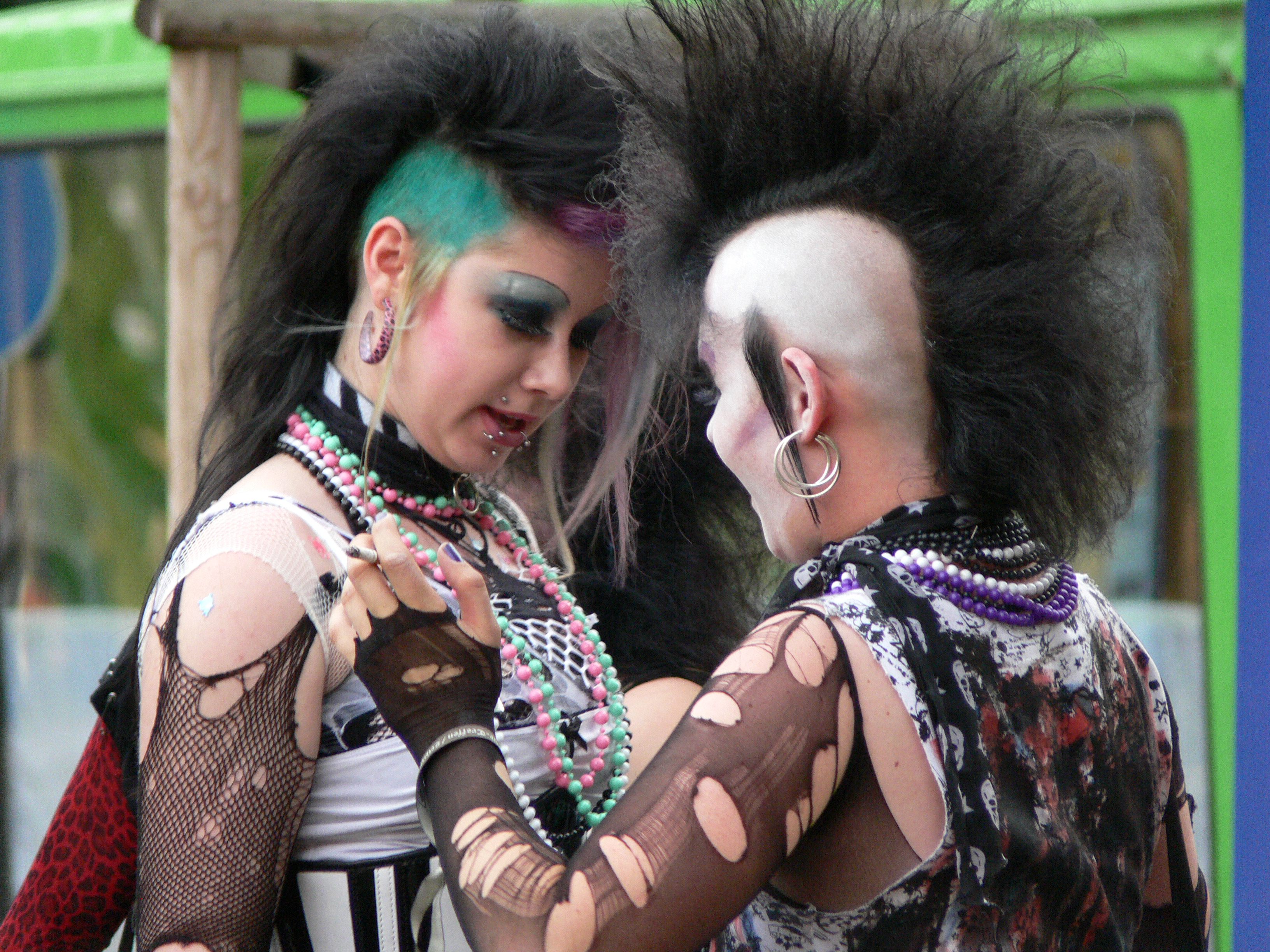
Góticos em Leipzig, na Alemanha

Esse corte de cabelo tem relação direta com os antigos índios moicanos, que preferiam morrer a se deixar serem controlados pelos homens brancos que chegaram a seus territórios; por isso, os punks usam este tipo de corte para simbolizar a sua luta contra o sistema de governo que quer impor todo tipo de controle à liberdade do povo, com o lema: "é preferível morrer a viver como um fantoche".
O corte moicano foi adotado pelos punks entre o fim da década de 1970 e o início da década de 1980, influenciados por bandas punks como The Exploited e Plasmatics, cujos líderes foram precursores do corte de cabelo no movimento britânico e americano, respectivamente. Foi também adotado por Bobak Ferdowsi, diretor de voo da NASA.

### Culturapop
O personagem da Marvel Comics Daken (filho do Wolverine) aparece desde seu nascimento com um cabelo em estilo moicano (comprido e raspado dos lados), um outro exemplo foi mostrado na mutante Tempestade.

### Tipos de Moicanos nos Homens
Moicano spikes : é o moicano que, em vez de uma "crista", possui "espinhos".
Moicano leque: é aquele que possui uma crista perfeita, originalmente com os lados raspados.
Frohawk é visto ocasionalmente em punks afro-americanos, ravers, e  fãs de hip hop old school. Alguns incluem torções de cabelo na lateral, trancinhas, ou apenas fixando-se nos lados. Este estilo era inicialmente o corte de cabelo tradicional para os guerreiros da tribo africana Mandinka, foi popularizado pelo ator Mr. T.
- Commons

Moicano disfarçado - uma versão sutil do moicano original em que os lados da cabeça não são raspados mas sim cortados de forma curta e a parte central é deixada igual
Moicano no cabelo crespo e cacheado - Uma maneira de mostrar os cachos, que similarmente ao disfarçado também deixa a faixa central do cabelo igual.
Moicano em dreads - Uma variação do corte moicano, que combina o moicano tradicional com dreads longos e espessos
Moicano disfarçado com riscos - O degradê é menos longo, dando destaque aos desenhos.

### Moicano nas Mulheres
Moicano com Undercut - Uma variação que deixa as laterais do cabelo bastante curtas, portanto deixando-a maior parte dos fios na parte superior da cabeça, assim como no centro
Moicano com Cabelo Comprido - uma variação que é feita com cortes laterais, para o topete ser feito sem alterar o comprimento dos fios

### Penteados de Moicano
Moicano com Tranças - Ele consiste em um topete no centro da cabeça, com tranças laterais.
Moicano de Coques - Consiste em criar um penteado de coques.